# 三時四餐
《履行月球公約項目第1彈——自給自足超高速合宿生活——三時四餐》，簡稱《三時四餐》（韓語：삼시네세끼），為韓國tvN的真人實境秀綜藝節目，由人氣綜藝節目《新西遊記》系列的羅䁐錫導演及申孝靜導演製作，並由男子組合水晶男孩全體成員殷志源、李宰鎮、金在德及張水院共同出演。此節目為《新西遊記》系列外傳節目《去冰島的三餐》的延伸節目，展現水晶男孩成員出道23年來首次合宿生活，自2020年5月15日至7月24日逢星期五韓國時間晚上10時50分在《一日三餐 漁村篇》（5月15日至7月10日）及《暑假》（7月17日至7月24日）結束後接續播出，以每期5分鐘的「特別形式」編成，並於節目完結後在YouTube上的Channel十五夜頻道公開完整版片段。

## 節目背景
本節目成員之一、男子組合水晶男孩隊長殷志源曾與喜劇演員李壽根出演《新西遊記》系列外傳節目《去冰島的三餐》。在該節目於2019年9月20日首播當天，節目導演羅䁐錫亦在YouTube頻道進行直播，期間提及若在節目最後一集時，該YouTube頻道的訂閱人數達到100萬，便會將李壽根及殷志源送上月球。結果《去冰島的三餐》尚未終映，YouTube頻道的訂閱人數便已突破100萬，羅䁐錫導演不但緊急開啟直播呼籲粉絲取消訂閱，其後更聯同李壽根及殷志源進行直播，表示會為兩人分別製作一個專屬節目（《我獨自生活的熊孩子志源》及《我獨自李食堂》），以代替「月球公約」。
2020年3月9日，申孝靜導演於Channel十五夜的Instagram帳戶發表帖文交代節目籌備進度，其中透露原本計劃為殷志源製作的《我獨自生活的熊孩子志源》將改以殷志源出演的其他節目代替。5月1日，節目組於YouTube上的Channel十五夜頻道上傳節目預告，公開節目組與殷志源在3月時進行的事前會議。雖然羅䁐錫導演原本提議為殷志源製作專屬節目，但殷志源透露不喜歡一個人出演節目，改為提議與其所屬組合水晶男孩成員們一同出演，而該節目預告中段亦以韓語初聲提示節目名稱。5月6日，節目組於Channel十五夜的Instagram帳戶公開節目名稱為《履行月球公約項目第1彈——自給自足超高速合宿生活——三時四餐》。

## 節目簡介
為了方便管理緊湊的行程，韓國的偶像組合成員普遍都會過着宿舍生活。但水晶男孩自1997年出道以來，成員們都是居住在原來的居所，從來沒有合宿的經驗。在本節目《三時四餐》中，水晶男孩四名成員便一同前往《一日三餐 山村篇》的拍攝地——江原道旌善郡新東邑的一所山村小屋，超高速地完成三日兩夜的合宿，期間需要自給自足地完成製作一日三餐。由於韓文中的「四餐 (네세끼)」與「四小子 (네새끼)」發音相似，因此節目名稱同時有「三時四小子」的意思。另外，本節目包含羅䁐錫導演曾製作的三個綜藝節目的元素，包括《花樣青春》的「『綁架』毫無準備的節目成員前往拍攝」、《一日三餐》的「自給自足地完成製作一日三餐」，以及《新西遊記》的「完成各項任務或遊戲以換取獎勵」。

## 節目成員
| 姓名       | 出生日期（年齡） | 職業                 |
| ---------- | ---------------- | -------------------- |
| 殷志源（은지원） | 1978年6月8日     | 歌手（水晶男孩成員） |
| 李宰鎮（이재진） | 1979年7月13日    | 歌手（水晶男孩成員） |
| 金在德（김재덕） | 1979年8月7日     | 歌手（水晶男孩成員） |
| 張水院（장수원） | 1980年7月16日    | 歌手（水晶男孩成員） |

## 網絡版各集內容
| 集數 | 播出日期   | 拍攝日期   | 播出內容 | 網上完整版片段                                                                                   |
| ---- | ---------- | ---------- | --- | ------------------------------------------------------------------------------------------------ |
| 00   | 2020/05/15 | 2020/05/08 | - 交代節目背景 - 節目組與水晶男孩全體成員首次會面 - 節目宣傳直播後宣佈出發拍攝                                        | EP.0 （页面存档备份，存于）                                                                      |
| 01   | 2020/05/22 | 2020/05/09 | - 節目宣傳直播後「綁架」水晶男孩成員出發拍攝 - 獲得零用錢遊戲——類別初聲問答 - 到達合宿地點                            | EP.1-1 （页面存档备份，存于） · EP.1-2 （页面存档备份，存于）                                    |
| 02   | 2020/05/29 | 2020/05/09 | - 挑選花褲子、煮泡麵 - 合宿第一天早上：搭雨篷、煮早飯                                                                 | EP.2-1 （页面存档备份，存于） · EP.2-2 （页面存档备份，存于）                                    |
|      | 2020/06/02 | 2020/05/09 | 《誕生吧！Sechky家》1部：搭雨篷完整過程                                                                               | 《誕生吧！Sechky家》1部 （页面存档备份，存于）                                                   |
| 03   | 2020/06/05 | 2020/05/09 | - 合宿第一天早上：品牌問答、吃早飯 - 合宿第一天下午：沖泡咖啡                                                         | EP.3-1 （页面存档备份，存于）                                                                    |
| 03   | 2020/06/06 | 2020/05/09 | - 合宿第一天下午：看電視、休息時間、音樂問答                                                                          | EP.3-2 （页面存档备份，存于）                                                                    |
|      | 2020/06/09 | 2020/05/09 | 《誕生吧！Sechky家》2部：休息時間完整過程                                                                             | 《誕生吧！Sechky家》2部 （页面存档备份，存于）                                                   |
| 04   | 2020/06/12 | 2020/05/09 | - 合宿第一天下午：煮土豆餅及泡菜餅 - 合宿第一天晚上：休息時間、五花肉派對及常識問答（名言接龍、暢銷書接龍）           | EP.4-1 （页面存档备份，存于） · EP.4-2 （页面存档备份，存于）                                    |
| 05   | 2020/06/19 | 2020/05/09 | - 合宿第一天晚上：五花肉派對及常識問答（四字成語接龍、俗語接龍）、花絮                                                | EP.5 （页面存档备份，存于）                                                                      |
| 06   | 2020/06/26 | 2020/05/09 | - 合宿第一天晚上：看電影及電視                                                                                        | EP.6-1 （页面存档备份，存于） · EP.6-2 （页面存档备份，存于）                                    |
| 06   | 2020/06/26 | 2020/05/10 | - 合宿第二天早上：起牀任務——全員唱《戀情》第一小節、幕間遊戲、煮早飯及換材料挑戰（一次插入飲管、用～結尾的話）        | EP.6-1 （页面存档备份，存于） · EP.6-2 （页面存档备份，存于）                                    |
| 07   | 2020/07/03 | 2020/05/10 | - 合宿第二天早上至中午：煮早飯、幫張水院染髮                                                                          | EP.7-1 （页面存档备份，存于） · EP.7-2 （页面存档备份，存于）                                    |
| 08   | 2020/07/10 | 2020/05/10 | - 合宿第二天下午：NA25小賣部——音樂問答                                                                                | EP.8 （页面存档备份，存于）                                                                      |
| 09   | 2020/07/17 | 2020/05/10 | - 合宿第二天晚上：煮晚飯及換材料挑戰（踢毽子）、看電視                                                                | EP.9-1 （页面存档备份，存于） · EP.9-2 （页面存档备份，存于）                                    |
| 10   | 2020/07/24 | 2020/05/11 | - 合宿第三天早上至中午：吃早飯、洗漱時間、拍攝節目宣傳海報 - 合宿第三天下午：前院直播前綵排、前院直播（嘉賓：柳喜烈） | EP.10-1 （页面存档备份，存于） · EP.10-2 （页面存档备份，存于） · EP.10-3 （页面存档备份，存于） |
| 10   | 2020/07/24 | 不適用     | - 花絮片段 | EP.10-1 （页面存档备份，存于） · EP.10-2 （页面存档备份，存于） · EP.10-3 （页面存档备份，存于） |

## 後續節目
在2020年5月11日，音樂人柳喜烈以嘉賓身份參與本節目在YouTube上的Channel十五夜頻道的「前院直播」，為水晶男孩的組曲表演伴奏及和音。期間他定下公約：如果其成立的音樂公司Antenna Music的YouTube頻道訂閱人數超過15萬，他便會為水晶男孩製作一首抒情曲。而在7月24日上傳至YouTube上的Channel十五夜頻道的花絮片段中，羅䁐錫導演致電柳喜烈時提及Antenna Music的YouTube頻道訂閱人數已突破15萬，柳喜烈亦再度回應指他會為水晶男孩製作新曲，並已定好歌名為《Don't Look Back / 不要回頭看（뒤돌아보지 말아요）》。
2020年12月26日晚上，羅䁐錫導演在YouTube上的Channel十五夜頻道舉行直播節目《歡樂的Home Party〜帶給大家歡樂的Radio》，期間透露柳喜烈已製作新曲並與水晶男孩一起進行錄音，而新曲製作的相關過程將透過YouTube上的Channel十五夜頻道播出。2021年1月11日，節目組於Channel十五夜的Instagram帳戶發表帖文，預告新曲同名節目《不要回頭看》將於1月22日接檔《肩膀舞要跳到什麼時候啊》於tvN頻道及YouTube上的Channel十五夜頻道首播。

## 收視率
以下紀錄《三時四餐》節目收視，紅色表示為該節目最高收視率，藍色則表示為該節目最低收視率。
| 集數       | 播出日期   | AGB收視率       | AGB收視率  | AGB收視率  | AGB收視率     |
| 集數       | 播出日期   | 大韓民國 (全國) | 有線台排行 | 有線台排行 | 首爾 (首都圈) |
| 集數       | 播出日期   | 大韓民國 (全國) | 所有 節目  | 綜藝 節目  | 首爾 (首都圈) |
| ---------- | ---------- | --------------- | ---------- | ---------- | ------------- |
| 00         | 2020/05/15 | 4.048%          | 2          | 2          | 3.837%        |
| 01         | 2020/05/22 | 4.053%          | 2          | 2          | 4.168%        |
| 02         | 2020/05/29 | 5.234%          | 2          | 2          | 5.998%        |
| 03         | 2020/06/05 | 4.327%          | 2          | 2          | 4.206%        |
| 04         | 2020/06/12 | 3.476%          | 2          | 2          | 3.412%        |
| 05         | 2020/06/19 | 4.115%          | 2          | 2          | 3.971%        |
| 06         | 2020/06/26 | 4.346%          | 2          | 2          | 5.266%        |
| 07         | 2020/07/03 | 3.516%          | 2          | 2          | 3.601%        |
| 08         | 2020/07/10 | 2.861%          | 4          | 2          | 3.626%        |
| 09         | 2020/07/17 | 2.195%          | 3          | 3          | 2.523%        |
| 10         | 2020/07/24 | 1.261%          | 18         | 5          | 1.534%        |
| 平均收視率 | 平均收視率 | 3.585%          | -          | -          | 3.831%        |

## 外部連結
- 官方网站
- Channel十五夜的Instagram帳戶
- YouTube上的Channel十五夜頻道
- 三時四餐 （页面存档备份，存于）的DAUM介紹頁面
- 三時四餐的Naver TV頻道
- 三時四餐的Kakao TV頻道
- 新西遊記的Facebook專頁

| · 星期五 22:50－23:10 (KST)            | · 星期五 22:50－23:10 (KST)              | · 星期五 22:50－23:10 (KST) |
| -------------------------------------- | ---------------------------------------- | --------------------------- |
|                                        | 三時四餐 （2020.05.15 – 2020.07.24）     |                             |
| 麻浦帥小伙 （2020.02.28 – 2020.05.08） | 我獨自李食堂 （2020.07.31 – 2020.10.09） |                             |